# Ian Ward (Leichtathlet)
Ian Ward (* 24. Februar 1929; † 8. März 2006 in Todmorden) war ein britischer Stabhochspringer.
1958 wurde er für England startend bei den British Empire and Commonwealth Games in Cardiff Fünfter.
1956 und 1957 wurde er Englischer Meister. Seine persönliche Bestleistung von 4,20 m stellte er 1960 auf.